# 粗糙鸟蛤
粗糙鸟蛤（学名：[Acrosterigma impolitum] 错误：{{Lang}}：文本有斜体标记（帮助）），又名柏氏糙鸟蛤，是帘蛤目鸟尾蛤科Acrosterigma的一种。主要分布于中国大陆，常栖息在细砂底质。